# Aquatica ficta
Aquatica ficta is een keversoort uit de familie glimwormen (Lampyridae). De wetenschappelijke naam van de soort werd voor het eerst geldig gepubliceerd in 1909 door E. Olivier als Luciola ficta